# Medalla y Premio Rutherford
La Medalla y Premio Rutherford es otorgado una vez cada dos años por el Institute of Physics (IOP) a "distinguidos investigadores en física nuclear o tecnología nuclear"

## Historia
Dedicada al científico Ernest Rutherford, el Rutherford Memorial Lecture fue instituido por el Council of The Physical Society en 1939. La primera mención tuvo lugar en 1942. Se convirtió en una medalla y un premio en 1965, y la primera Medalla de Rutherford y el premio fue concedido al año siguiente.
"La adjudicación se hará a la investigación distinguida en la física nuclear o la tecnología nuclear. La medalla será de bronce y deberá ir acompañada de un premio de £ 1,000 y un certificado."

## Galardonados
Lista de galardonados:

### Menciones (1942–1964)
- 1942    Harold Roper Robinson
- 1944    John Cockcroft
- 1946    Mark Oliphant
- 1948    Ernest Marsden
- 1950    Alexander Smith Russell
- 1952    Rudolf Peierls
- 1954    Patrick Blackett
- 1956    Philip Dee
- 1958    Niels Bohr
- 1960    Cecil Powell
- 1962    Denys Wilkinson
- 1964    Peter Fowler

### Medalla y Premio Rutherford
- 1966 Peter Kapitza
- 1968 Brian Flowers
- 1970 Samuel Devons
- 1972 Aage Bohr
- 1973 James MacDonald Cassels
- 1974 Albert Edward Litherland
- 1976 Joan Freeman y Roger John Blin-Stoyle
- 1978 Paul Taunton Matthews
- 1980 Paul Gayleard Murphy y John James Thresher
- 1982 David Maurice Brink
- 1984 Peter Higgs y Tom W. B. Kibble
- 1986 Alan Astbury
- 1988 John Dowell y Peter I P Kalmus
- 1990 Roger Julian Noel Phillips
- 1992 Erwin Gabathuler y Terry Sloan
- 1994 James Philip Elliott
- 1996 David Vernon Bugg
- 1998 Anthony Michael Hillas
- 2000 William R Phillips
- 2002 Peter John Dornan, David Plane y Wilber Venus
- 2004 David L. Wark
- 2006 Ken Peach
- 2007 Patrick Bateson
- 2008 Alan Copestake, Stephen Walley, John Stewart Kiltie, Chris Weston y Brian Griffin
- 2010 Martin Freer
- 2012 Peter A Butler
- 2014 Paul Nolan